# Jining (Binnen-Mongolië)
Jining is een stad in de provincie Binnen-Mongolië van China. Jining heeft circa 200.000 inwoners. Jining ligt in de prefectuur Ulaan Chab, waar het de zetel van is.